# Lithocarpus nantoensis
Lithocarpus nantoensis là một loài thực vật có hoa trong họ Cử. Loài này được (Hayata) Hayata mô tả khoa học đầu tiên năm 1917.